# Виктория (щат)
Вижте пояснителната страница за други значения на Виктория.
Виктория (на английски: Victoria) е щат в южната част на континента Австралия. Столица и най-голям град е Мелбърн.

## История
Първите заселници на областта са от приблизително 40 000 години. През 1830 започват да пристигат и първите европейци, които основават Мелбърн през 1835.
От 1851 Виктория е британска колония. През същата година е намерено злато близко до Баларат. Това предизвиква масово прииждане на обхванати от златна треска чужденци (предимно европейци и китайци).

## Стопанство
Силно развито е овцевъдството (предимно за мляко) и отглеждането на пшеница и плодове. Както в Южна Австралия, така и тук винарството бележи значителен напредък. В щата има и се използват находищата на кафяви въглища, петрол и природен газ. Най-голям пристанищен град и индустриален център е Мелбърн. Международното летище Туламарин се намира на 22 km северно от града.

## Население
Повече от 70% от жителите на щата живеят в Мелбърн. Населението в агломерацията Мелбърн е 3 634 233 души, като така градът се нарежда на второ място след Сидни.
Други големи градове в щата са Джилонг, Баларат, Бендиго и Шапартън. Виктория е най-урбанизираният австралийски щат (90% от хората живеят в градовете).
Най-големите градове са:
- Мелбърн – 3 700 000
- Джилонг – 205 000
- Баларат – 90 200
- Бендиго – 82 000
- Шепартън – 60 000
- Водонга – 40 000

По-малко от 1% от жителите се определят като аборигени. Най-големият брой чужденци, които живеят в щата, идват от Великобритания, Италия, Виетнам, Нова Зеландия и Гърция.

### Вероизповедания
Около 65 на всеки 100 жители са християни. Католиците и протестантите съставят 30% от всички хора. Населението, изповядващо будизъм, все повече се разраства, мюсюлманите са 93 000, а евреите 40 000. Около 17% са атеисти.

## Спорт
Най-популярният и обичан спорт е австралийският футбол. Десет от всичките 16 клуба по австралийски футбол, играещи в австралийската футболна лига, са от Виктория. По традиция финалът на шампионата в този спорт се провежда на игрището за крикет в Мелбърн през последната събота на септември.
Във Виктория се срещат отлични условия за каране на сърф. На плажа Белс всяка година се провежда световното първенство за професионалисти Рип Кърл.

## Университети
- Университет Деакин (DEAKIN), Джилонг, Мелбърн
- Университет Монаш (MONASH), Джилонг, Мелбърн
- Университет RMIT (RMIT), Мелбърн
- Университет по технологии Суинбърн (SWINBURNE), Суинбърн
- Университет на Баларат (BALLARAT), Джилонг, Баларат
- Мелбърнски университет (MELBOURNE), Мелбърн
- Университет Виктория (VU), Мелбърн
- Австралийски католически университет (ACU), Мелбърн et.al.